# Janusz Godyń
Janusz Godyń (ur. 22 grudnia 1949 w Wałbrzychu) – żołnierz, prawnik, generał dywizji w stanie spoczynku, sędzia i w latach 1990–2016 Prezes Izby Wojskowej Sądu Najwyższego.

## Życiorys
W latach 1967–1971 studiował na Wydziale Prawa Uniwersytetu Jagiellońskiego w Krakowie. W styczniu 1972 roku został powołany do zawodowej służby wojskowej. Pełnił służbę w Zwiadzie Wojsk Ochrony Pogranicza. Od października 1972 roku pełnił służbę w sądownictwie wojskowym. W 1978 roku został zastępcą Szefa Wojskowego Sądu Garnizonowego w Koszalinie, a następnie został wyznaczony na stanowisko zastępcy Szefa Wojskowego Sądu Garnizonowego w Katowicach. W stanie wojennym jako major Siły Zbrojne PRL i Sędzia Śląskiego Okręgu Wojskowego rozpatrywał sprawy karne przeciwko działaczom opozycji z NSZZ „Solidarność”. W 1982 r. został Szefem Wojskowego Sądu Garnizonowego w Katowicach, a w 1987 roku Szefem Sądu Warszawskiego Okręgu Wojskowego w Warszawie.
1 lipca 1990 został Prezesem Izby Wojskowej Sądu Najwyższego i funkcję pełnił do 2016 r.. Na tym stanowisku był dwukrotnie awansowany przez kolejnych Prezydentów RP: 11 listopada 1993 Lech Wałęsa wręczył mu nominację na generała brygady, a 15 sierpnia 1997 Aleksander Kwaśniewski na generała dywizji. 21 maja 2003 został oficjalnie pożegnany przez Ministra Obrony Narodowej Jerzego Szmajdzińskiego w związku z zakończeniem zawodowej służby wojskowej. Po przeniesieniu do rezerwy pozostał na dotychczas zajmowanym stanowisku.
Żonaty z Grażyną, ma syna Sławomira.

## Odznaczenia i nagrody
W 2000 został odznaczony Krzyżem Oficerskim Orderu Odrodzenia Polski. Nominowany do X edycji nagrody Buzdygany. W 2017 został wyróżniony Medalem „Zasłużony dla Wymiaru Sprawiedliwości – Bene Merentibus Iustitiae”.